# Municipio Oruro
Das Municipio Oruro ist ein Verwaltungsbezirk im Departamento Oruro im Hochland des südamerikanischen Anden-Staates Bolivien.

## Lage im Nahraum
Das Municipio Oruro ist eines von drei Municipios in der Provinz Cercado. Es grenzt im Nordwesten an das Municipio Caracollo, im Südwesten an das Municipio El Choro, im Südosten an die Provinz Pantaleón Dalence und im Osten an das Departamento Cochabamba.
Zentraler und einziger Ort des Municipios ist die Stadt Oruro mit 264.683 Einwohnern (Volkszählung 2012).

## Geographie
Das Municipio Oruro liegt am östlichen Rand des bolivianischen Altiplano vor der Hochgebirgskette der Cordillera Central. Die Vegetation der Region ist karg, denn in dieser Höhe ist kein üppiges Wachstum mehr möglich. An Tierarten gibt es neben Vicuñas, Alpacas und Lamas auch das Quirquincho, eine kleine Gürteltierart. Daher werden die Bewohner Oruros im Volksmund auch die Quirquinchos genannt. Die Region hat ein typisches Tageszeitenklima, bei dem die täglichen Temperaturschwankungen stärker ausgeprägt sind als die Temperaturschwankungen zwischen Winter und Sommer.
Die Jahresdurchschnittstemperatur liegt im langjährigen Mittel bei knapp 11 °C, die Monatswerte schwanken zwischen 6 °C im Juni/Juli und 14 °C im November (siehe Klimadiagramm). Nächtliche Frosttemperaturen sind jedoch zu fast jeder Jahreszeit möglich. Der Jahresniederschlag liegt bei niedrigen 400 mm, wobei von April bis November eine ausgeprägte Trockenzeit herrscht und nur von Dezember bis März nennenswerte Niederschläge von bis zu 85 mm im Monatsmittel fallen. Aufgrund der geringen Niederschläge ist der Himmel meist klar und von intensiv blauer Farbe.

## Bevölkerung
Die Einwohnerzahl ist zwischen 1992 und 2024 um etwa die Hälfte angestiegen:
| Jahr | Einwohner | Quelle       |
| ---- | --------- | ------------ |
| 1992 | 196.025   | Volkszählung |
| 2001 | 215.660   | Volkszählung |
| 2012 | 264.948   | Volkszählung |
| 2024 | 297.497   | Volkszählung |

Die Bevölkerungsdichte des Municipios bei der letzten Volkszählung von 2024 betrug 182,2 Einwohner/km², die Lebenserwartung der Neugeborenen lag im Jahr 2001 bei 63,7 Jahren.
Der Alphabetisierungsgrad bei den über 19-Jährigen beträgt 93 Prozent, und zwar 98 Prozent bei Männern und 88 Prozent bei Frauen (2001).

## Politik
Ergebnis der Regionalwahlen (concejales del municipio) vom 4. April 2010:
| Wahl- berechtigte |  | Wahl- beteiligung | gültige Stimmen |  | MAS-IPSP | MSM    | MCSFA  | UN    | UCS   | PDC   | MNR   |
| ----------------- |  | ----------------- | --------------- |  | -------- | ------ | ------ | ----- | ----- | ----- | ----- |
| 155.155           |  | 135.909           | 102.564         |  | 39.136   | 33.276 | 12.149 | 6.994 | 4.516 | 3.979 | 2.514 |
|                   |  | 87,6 %            | 75,5 %          |  | 38,2 %   | 32,4 % | 11,8 % | 6,8 % | 4,4 % | 3,9 % | 2,5 % |

Ergebnis der Regionalwahlen (elecciones de autoridades políticas) vom 7. März 2021:
| Wahl- berechtigte |  | Wahl- beteiligung | gültige Stimmen |  | MAS-IPSP | UN SOL PARA ORURO | BST     | PP     | C-A    | UNICO  | PAN-BOL |
| ----------------- |  | ----------------- | --------------- |  | -------- | ----------------- | ------- | ------ | ------ | ------ | ------- |
| 223.133           |  | 195.192           | 169.473         |  | 66.977   | 32.807            | 27.596  | 14.849 | 5.161  | 4.910  | 4.036   |
|                   |  | 87,48 %           | 86,82 %         |  | 39,52 %  | 19,36 %           | 16,28 % | 8,76 % | 3,05 % | 2,90 % | 2,38 %  |

## Gliederung
Das Municipio ist nicht weiter in Kantone unterteilt und besteht ausschließlich aus der Stadt Oruro.